# 品川区の町名

品川区の位置

本項品川区の町名（しながわくのちょうめい）では、東京都品川区に存在する、または過去に存在した町名を一覧化するとともに、明治時代初期以来の区内の町名の変遷について説明する。

## 品川区の前史と行政区画の移り変わり

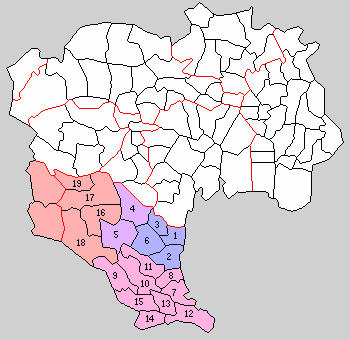
1.品川町　2.大井村　3.大崎村　4.目黒村　5.碑衾村　6.平塚村　7.大森村　8.入新井村　9.調布村　10.池上村　11.馬込村　12.羽田村　13.蒲田村　14.六郷村　15.矢口村　16.駒沢村　17.世田ヶ谷村　18.玉川村　19.松沢村　（青：品川区　紫：目黒区　赤：大田区　橙：世田谷区）

東京都品川区は、昭和22年（1947年）3月15日、当時の（旧）品川区と荏原区が合併して成立した。以下、明治時代初期から品川区成立までの行政区画の変遷について略述する。
現在の品川区の区域は、かつては武蔵国荏原郡に属し、明治2年から4年（1869 - 1871年）までは品川県に属していた。荏原郡の区域は、現在の品川区・大田区・目黒区のほぼ全域と世田谷区の一部に相当する。
明治4年7月（1871年8月）、廃藩置県が実施された。同年11月（1872年1月）、従来の東京府、品川県、小菅県が廃止されて、新しい東京府が設置され、荏原郡の区域は東京府に属することとなった。同時に府内は6大区・97小区に分けられた（いわゆる大区小区制）。明治7年（1874年）3月、区割りが見直され、あらためて11大区・103小区が設置された。後に品川区となる区域は、このうちの第7大区第2・3・5小区に属していた。
その後、郡区町村編制法の施行に伴い、大区小区制は廃止され、明治11年（1878年）11月2日、東京府下に15区6郡（荏原郡、南豊島郡、北豊島郡、東多摩郡、南足立郡、南葛飾郡）が置かれた。後に品川区となる区域は、このうちの荏原郡に属していた。
明治22年（1889年）、市制・町村制が施行され、東京市（15区からなる）が成立、府下の6郡は、既存の町村が整理統合されて85町村となった。このうち荏原郡に属していたのは5町14村であり、現在の品川区の区域に該当するのは品川町、大井村、大崎村、平塚村の1町3村である。なお、前述の6郡のうち、南豊島郡と東多摩郡が明治29年（1896年）に合併して豊多摩郡となっている。
昭和7年（1932年）10月1日、東京市は周辺の5郡（荏原、北豊島、豊多摩、南足立、南葛飾）に属する82町村を編入し、いわゆる大東京市が成立した。編入された82町村は20区に編成され、東京市は既存の15区と合わせ、35区から構成されることとなった。品川区の前身である旧品川区と荏原区はこの時に成立したもので、品川町、大井町（旧大井村）、大崎町（旧大崎村）の区域が品川区、荏原町（旧平塚村）の区域が荏原区となった。
昭和18年（1943年）7月1日、東京府と東京市が廃止されて、新たに東京都が設置された。この時、品川区、荏原区を含む35区は東京都直轄の区となった。昭和22年（1947年）3月15日、前述のとおり、これら2区が合併して新しい品川区となった。

## 旧品川区の町名
荏原区と合併する前の旧・品川区の区域は、明治22年（1889年）の市制町村制施行の時点では、荏原郡品川町、大井村、大崎村に属していた。品川町は、南品川宿、南品川猟師町、利田新地（かがたしんち）、二日五日市村（ふつかいつかいちむら）、北品川宿、品川歩行新宿（しながわかちしんしゅく）の6町村が合併して、明治22年（1889年）に成立したもので、合併前の旧町村は合併後の品川町の大字となっている。大崎村は、上大崎村、下大崎村、谷山村（ややまむら）、桐ヶ谷村、居木橋村（いるぎばしむら）の5村と、芝区白金猿町が合併して、同じ明治22年に成立した。合併前の5村1町は大崎村の大字となっている。大井村は明治22年以降も単独で村制を継続した。大崎村と大井村は明治41年（1908年）に町制を施行し、それぞれ大崎町、大井町となった。昭和7年（1932年）、品川・大崎・大井の3町が合併して（旧）品川区となった。
以下は、明治22年（1889年）の市制町村制施行以前の旧町村名、同年の市制町村制施行時点の大字名、昭和7年（1932年）の品川区成立時の町名の対照表である。
| 旧町村名（1889年以前） | 大字名（1889年現在）   | 品川区の町名（1932年現在）                    | 備考 |
| ---------------------- | ---------------------- | --------------------------------------------- | ---- |
| 南品川宿               | 品川町大字南品川宿     | 南品川1〜6、西品川2〜4                        |      |
| 南品川猟師町           | 品川町大字南品川猟師町 | 東品川2                                       |      |
| 利田新地               | 品川町大字利田新地     | 東品川1〜5、北品川1                           |      |
| 二日五日市村           | 品川町大字二日市       | 南品川2・5                                    |      |
| 北品川宿               | 品川町大字北品川宿     | 北品川1〜6、西品川1〜5                        |      |
| 品川歩行新宿           | 品川町大字歩行新宿     | 北品川1                                       |      |
| 大井村                 | 大井村（大字なし）     | 大井立会町など25か町                          |      |
| 上大崎村               | 大崎村大字上大崎       | 五反田3、上大崎1〜5、上大崎中丸、上大崎長者丸 |      |
| 下大崎村               | 大崎村大字下大崎       | 五反田1・2・5・6、下大崎2                     |      |
| 谷山村                 | 大崎村大字谷山         | 五反田4、大崎本町1、東大崎4                   |      |
| 桐ヶ谷村               | 大崎村大字桐ヶ谷       | 西大崎1〜4、大崎本町2・3                      |      |
| 居木橋村               | 大崎村大字居木橋       | 東大崎1・2・3・5                              |      |
| 芝区白金猿町           | 大崎村大字白金猿町     | 下大崎1                                       |      |

以下は、住居表示実施直前（1963年現在）の品川区（旧荏原区に属する区域除く）の町名と、現行町名の対照表である。
| 町名（1963年現在） | 町成立直前の旧地名                 | 町の成立年 | 町の廃止年 | 現町名                                            | 備考 |
| ------------------ | ---------------------------------- | ---------- | ---------- | ------------------------------------------------- | ---- |
| 東品川一〜五丁目   | 品川町利田耕地・南品川猟師町       | 1932       | 1967       | 東品川1・3・5、南品川3                            |      |
| 北品川一〜三丁目   | 品川町北品川宿・歩行新宿・利田新宿 | 1932       | 1967       | 北品川1〜6                                        |      |
| 南品川一〜六丁目   | 品川町南品川宿                     | 1932       | 1967       | 南品川1〜6、北品川2・3、西品川1、広町1・2         |      |
| 西品川一〜五丁目   | 品川町南品川宿・北品川宿           | 1932       | 1967       | 西品川1〜3、広町1・2、大崎1、戸越1、豊町1         |      |
| 天王洲町           | （埋立地）                         | 1941       | 1967       | 東品川2                                           |      |
| 東大崎一〜五丁目   | 大崎町居木橋・谷山                 | 1932       | 1967       | 大崎1〜5、北品川5、西五反田8                      |      |
| 西大崎一〜四丁目   | 大崎町桐ヶ谷                       | 1932       | 1967       | 西五反田4〜8、大崎4、平塚2、荏原1、小山1、小山台1 |      |
| 大崎本町一〜三丁目 | 大崎町桐ヶ谷・谷山                 | 1932       | 1967       | 西五反田2〜5・7                                   |      |
| 五反田一〜六丁目   | 大崎町上大崎・下大崎・谷山         | 1932       | 1967       | 東五反田1・2・3・5、西五反田1〜3                  |      |
| 下大崎一〜二丁目   | 大崎町下大崎                       | 1932       | 1967       | 東五反田1・3・4、上大崎1                          |      |
| 上大崎一〜五丁目   | 大崎町上大崎                       | 1932       | 1967       | 上大崎1〜4、西五反田2・3                          |      |
| 上大崎中丸         | 大崎町上大崎                       | 1932       | 1967       | 東五反田5、上大崎1・3                             |      |
| 上大崎長者丸       | 大崎町上大崎                       | 1932       | 1967       | 上大崎2                                           |      |
| 大井鮫洲町         | 大井町字御林町                     | 1932       | 1963       | 東大井1・2                                        |      |
| 大井立会町         | 大井町字立会原                     | 1932       | 1963       | 東大井4・6                                        |      |
| 大井林町           | 大井町字林附                       | 1932       | 1963       | 東大井1・4                                        |      |
| 大井元芝町         | 大井町字元芝                       | 1932       | 1963       | 東大井2・3                                        |      |
| 大井関ヶ原町       | 大井町字関ヶ原                     | 1932       | 1963       | 東大井3・5・6、南大井4・5                         |      |
| 大井北浜川町       | 大井町字北浜川                     | 1932       | 1963       | 東大井2・3                                        |      |
| 大井南浜川町       | 大井町字南浜川                     | 1932       | 1963       | 東大井2・3                                        |      |
| 大井鈴ヶ森町       | 大井町字水神下・一本松             | 1932       | 1963       | 南大井2・3                                        |      |
| 大井海岸町         | 大井町字海辺                       | 1932       | 1963       | 南大井2・3                                        |      |
| 大井寺下町         | 大井町字寺ノ下                     | 1932       | 1963       | 南大井5                                           |      |
| 大井水神町         | 大井町字水神下                     | 1932       | 1963       | 南大井5・6                                        |      |
| 大井坂下町         | 大井町字坂下                       | 1932       | 1963       | 南大井6                                           |      |
| 大井倉田町         | 大井町字倉田                       | 1932       | 1964       | 大井4                                             |      |
| 大井鹿島町         | 大井町字鹿嶋谷                     | 1932       | 1964       | 大井4・6・7                                       |      |
| 大井権現町         | 大井町字権現台                     | 1932       | 1964       | 大井1、広町1                                      |      |
| 大井鎧町           | 大井町字鎧ヶ淵                     | 1932       | 1964       | 大井1                                             |      |
| 大井森下町         | 大井町字森下                       | 1932       | 1964       | 大井2、二葉1                                      |      |
| 大井山中町         | 大井町字山中                       | 1932       | 1964       | 大井3                                             |      |
| 大井滝王子町       | 大井町字滝王子                     | 1932       | 1964       | 大井5                                             |      |
| 大井庚塚町         | 大井町字庚塚                       | 1932       | 1964       | 大井7                                             |      |
| 大井森前町         | 大井町字森前                       | 1932       | 1964       | 西大井1                                           |      |
| 大井原町           | 大井町字原                         | 1932       | 1964       | 西大井2                                           |      |
| 大井出石町         | 大井町字出石                       | 1932       | 1964       | 大井7、西大井3                                    |      |
| 大井金子町         | 大井町字金子                       | 1932       | 1964       | 西大井2・4                                        |      |
| 大井伊藤町         | 大井町字谷垂・篠谷                 | 1932       | 1964       | 西大井5・6、二葉4                                 |      |
| 勝島町             | （埋立地）                         | 1943       | 1963       | 勝島1・2                                          |      |

## 旧荏原区の町名
荏原区の区域は、明治22年（1889年）の市制町村制施行の時点では、荏原郡平塚村に属していた。平塚村は荏原郡中延村、戸越村、小山村、上蛇窪村、下蛇窪村の5村と谷山村（ややまむら）飛地が合併して、明治22年（1889年）に成立したもので、合併前の旧村名（谷山村除く）は合併後の平塚村の大字となっている。村名に選ばれた「平塚」は中延村、戸越村、小山村に共通して存在した字名である。平塚村は大正15年（1926年）に町制を施行して平塚町となり、翌昭和2年（1927年）、荏原町と改称した。改称の理由は、神奈川県の平塚など他地域にある同名の地名との混同を避けるためであった。昭和7年（1932年）、それまでの荏原町の区域が東京市荏原区となった。同年東京市に編入された20区のうち、単独の自治体が1つの区となったのは他に滝野川区（旧滝野川町）のみである。なお、前述の谷山村の飛地は旧小山村内にあったもので、現行の小山四丁目付近である。
昭和7年の荏原区成立時、中延、戸越、小山の3つの大字名は新区の町名として存続したが、大字上蛇窪と大字下蛇窪はそれぞれ上神明町、下神明町と改称された。これは「蛇窪」の地名がイメージが悪いと考えられたためである。昭和16年（1941年）には区全域にわたる町名改正が実施され、区成立当初の5町が58町（11町名）に再編された。このとき、上神明町・下神明町（旧上蛇窪・下蛇窪）は再度改称され、豊町、二葉町等となった。

### 町名一覧
以下は、明治22年（1889年）の市制町村制施行以前の旧町村名、同年の市制町村制施行時点の大字名、昭和7年（1932年）の荏原区成立時の町名、昭和16年（1941年）の町名改正後の町名の対照表である。
| 旧町村名（1889年以前） | 大字名（1889年現在） | 荏原区の町名（1932年現在） | 変更後町名（1941年現在）                                                   | 備考                                           |
| ---------------------- | -------------------- | -------------------------- | -------------------------------------------------------------------------- | ---------------------------------------------- |
| 中延村                 | 平塚村中延           | 中延町                     | 中延1〜5、東中延1〜4、西中延1〜5、荏原6、平塚4〜8、小山3・4・5・8          | 小山三〜五丁目に編入された区域は旧中延村の飛地 |
| 戸越村                 | 平塚村戸越           | 戸越町                     | 西戸越1・2、東戸越1〜3、平塚1〜3、荏原1〜3、小山1〜3、小山台1・2、豊町1〜3 |                                                |
| 小山村                 | 平塚村小山           | 小山町                     | 小山3〜7、荏原3・4・5・7、平塚4・6・7                                      |                                                |
| 上蛇窪村               | 平塚村上蛇窪         | 上神明町                   | 豊町4〜6、二葉町4〜6、東戸塚5                                              |                                                |
| 下蛇窪村               | 平塚村下蛇窪         | 下神明町                   | 豊町2〜4、二葉町1〜4、東戸塚4・5                                           |                                                |

### 住居表示実施直前の町名
以下は、住居表示実施直前（1963年現在）の品川区（旧荏原区の地域）の町名と、現行町名の対照表である。住居表示実施後は、昭和16年（1941年）の町名改正時に付けられた町名がおおむね踏襲されているが、町界は変わっている。また、「西戸越」「東戸越」の町名が廃され、「戸越一〜六丁目」が新たに成立している。
| 町名（1941年成立） | 町成立直前の旧地名         | 町の廃止年 | 現町名                                                    | 備考 |
| ------------------ | -------------------------- | ---------- | --------------------------------------------------------- | ---- |
| 中延一〜五丁目     | 中延町                     | 1965       | 中延1〜6                                                  |      |
| 東中延一〜四丁目   | 中延町                     | 1965       | 中延4・6、東中延1・2、戸越5・6、豊町6、二葉4、西大井6     |      |
| 西中延一〜五丁目   | 中延町                     | 1965       | 西中延2・3、旗の台3〜5                                    |      |
| 西戸越一・二丁目   | 戸越町                     | 1965       | 平塚1、戸越1・3                                           |      |
| 東戸越一〜五丁目   | 戸越町、上神明町、下神明町 | 1965       | 戸越1・2・4・5・6                                         |      |
| 平塚一〜八丁目     | 中延町、戸越町、小山町     | 1965       | 荏原1・2・4・5・6、平塚2・3、西中延1・2、旗の台1・2・5・6 |      |
| 荏原一〜七丁目     | 中延町、戸越町、小山町     | 1965       | 荏原1〜7                                                  |      |
| 小山一〜八丁目     | 中延町、戸越町、小山町     | 1965       | 小山1〜7、旗の台6                                         |      |
| 小山台一・二丁目   | 戸越町                     | 1965       | 小山台1・2                                                |      |
| 豊町一〜六丁目     | 戸越町、上神明町、下神明町 | 1967       | 豊町1〜6、西品川1・2                                      |      |
| 二葉町一〜六丁目   | 上神明町、下神明町         | 1964       | 二葉1〜4、大井2、西大井6                                  |      |

## 現行行政町名
品川区では全区において住居表示の実施が完了している。以下は住居表示実施後の町名と、当該住居表示実施直前の旧町名の一覧である。旧町名の後に「（全）」と注記したもの以外は当該旧町域の一部である。
| 町名           | 町名読み       | 住居表示実施年月日 | 住居表示実施直前町名 | 備考 |
| -------------- | -------------- | ------------------ | --- | ---- |
| 荏原一丁目     | えばら         | 1965年9月1日       | 荏原1〜7（全）、平塚1〜5、西大崎2                                                                                             |      |
| 荏原二丁目     | えばら         | 1965年9月1日       | 荏原1〜7（全）、平塚1〜5、西大崎2                                                                                             |      |
| 荏原三丁目     | えばら         | 1965年9月1日       | 荏原1〜7（全）、平塚1〜5、西大崎2                                                                                             |      |
| 荏原四丁目     | えばら         | 1965年9月1日       | 荏原1〜7（全）、平塚1〜5、西大崎2                                                                                             |      |
| 荏原五丁目     | えばら         | 1965年9月1日       | 荏原1〜7（全）、平塚1〜5、西大崎2                                                                                             |      |
| 荏原六丁目     | えばら         | 1965年9月1日       | 荏原1〜7（全）、平塚1〜5、西大崎2                                                                                             |      |
| 荏原七丁目     | えばら         | 1965年9月1日       | 荏原1〜7（全）、平塚1〜5、西大崎2                                                                                             |      |
| 大井一丁目     | おおい         | 1964年9月15日      | 大井鎧町、大井山中町、大井倉田町、大井鹿島町、大井滝王子町、大井庚塚町（以上全）、大井権現町、大井森下町、大井出石町、二葉町1 |      |
| 大井二丁目     | おおい         | 1964年9月15日      | 大井鎧町、大井山中町、大井倉田町、大井鹿島町、大井滝王子町、大井庚塚町（以上全）、大井権現町、大井森下町、大井出石町、二葉町1 |      |
| 大井三丁目     | おおい         | 1964年9月15日      | 大井鎧町、大井山中町、大井倉田町、大井鹿島町、大井滝王子町、大井庚塚町（以上全）、大井権現町、大井森下町、大井出石町、二葉町1 |      |
| 大井四丁目     | おおい         | 1964年9月15日      | 大井鎧町、大井山中町、大井倉田町、大井鹿島町、大井滝王子町、大井庚塚町（以上全）、大井権現町、大井森下町、大井出石町、二葉町1 |      |
| 大井五丁目     | おおい         | 1964年9月15日      | 大井鎧町、大井山中町、大井倉田町、大井鹿島町、大井滝王子町、大井庚塚町（以上全）、大井権現町、大井森下町、大井出石町、二葉町1 |      |
| 大井六丁目     | おおい         | 1964年9月15日      | 大井鎧町、大井山中町、大井倉田町、大井鹿島町、大井滝王子町、大井庚塚町（以上全）、大井権現町、大井森下町、大井出石町、二葉町1 |      |
| 大井七丁目     | おおい         | 1964年9月15日      | 大井鎧町、大井山中町、大井倉田町、大井鹿島町、大井滝王子町、大井庚塚町（以上全）、大井権現町、大井森下町、大井出石町、二葉町1 |      |
| 大崎一丁目     | おおさき       | 1967年2月1日       | 東大崎2・3・5（全）、東大崎1・4、西品川1、北品川3、西大崎1                                                                    |      |
| 大崎二丁目     | おおさき       | 1967年2月1日       | 東大崎2・3・5（全）、東大崎1・4、西品川1、北品川3、西大崎1                                                                    |      |
| 大崎三丁目     | おおさき       | 1967年2月1日       | 東大崎2・3・5（全）、東大崎1・4、西品川1、北品川3、西大崎1                                                                    |      |
| 大崎四丁目     | おおさき       | 1967年2月1日       | 東大崎2・3・5（全）、東大崎1・4、西品川1、北品川3、西大崎1                                                                    |      |
| 大崎五丁目     | おおさき       | 1967年2月1日       | 東大崎2・3・5（全）、東大崎1・4、西品川1、北品川3、西大崎1                                                                    |      |
| 勝島一丁目     | かつしま       | 1964年1月1日       | 勝島町（全）（三丁目は運河埋立地）                                                                                            |      |
| 勝島二丁目     | かつしま       | 1964年1月1日       | 勝島町（全）（三丁目は運河埋立地）                                                                                            |      |
| 勝島三丁目     | かつしま       | 1982年2月1日       | 勝島町（全）（三丁目は運河埋立地）                                                                                            |      |
| 上大崎一丁目   | かみおおさき   | 1967年2月1日       | 上大崎1〜3・5（全）、上大崎長者丸（全）、上大崎中丸、下大崎2                                                                  |      |
| 上大崎二丁目   | かみおおさき   | 1967年2月1日       | 上大崎1〜3・5（全）、上大崎長者丸（全）、上大崎中丸、下大崎2                                                                  |      |
| 上大崎三丁目   | かみおおさき   | 1967年2月1日       | 上大崎1〜3・5（全）、上大崎長者丸（全）、上大崎中丸、下大崎2                                                                  |      |
| 上大崎四丁目   | かみおおさき   | 1967年2月1日       | 上大崎1〜3・5（全）、上大崎長者丸（全）、上大崎中丸、下大崎2                                                                  |      |
| 北品川一丁目   | きたしながわ   | 1967年2月1日       | 北品川1・2・4・6（全）、北品川3・5、南品川1・4、東大崎1                                                                       |      |
| 北品川二丁目   | きたしながわ   | 1967年2月1日       | 北品川1・2・4・6（全）、北品川3・5、南品川1・4、東大崎1                                                                       |      |
| 北品川三丁目   | きたしながわ   | 1967年2月1日       | 北品川1・2・4・6（全）、北品川3・5、南品川1・4、東大崎1                                                                       |      |
| 北品川四丁目   | きたしながわ   | 1967年2月1日       | 北品川1・2・4・6（全）、北品川3・5、南品川1・4、東大崎1                                                                       |      |
| 北品川五丁目   | きたしながわ   | 1967年2月1日       | 北品川1・2・4・6（全）、北品川3・5、南品川1・4、東大崎1                                                                       |      |
| 北品川六丁目   | きたしながわ   | 1967年2月1日       | 北品川1・2・4・6（全）、北品川3・5、南品川1・4、東大崎1                                                                       |      |
| 小山一丁目     | こやま         | 1965年9月1日       | 小山1〜7（全）、西大崎3 |      |
| 小山二丁目     | こやま         | 1965年9月1日       | 小山1〜7（全）、西大崎3 |      |
| 小山三丁目     | こやま         | 1965年9月1日       | 小山1〜7（全）、西大崎3 |      |
| 小山四丁目     | こやま         | 1965年9月1日       | 小山1〜7（全）、西大崎3 |      |
| 小山五丁目     | こやま         | 1965年9月1日       | 小山1〜7（全）、西大崎3 |      |
| 小山六丁目     | こやま         | 1965年9月1日       | 小山1〜7（全）、西大崎3 |      |
| 小山七丁目     | こやま         | 1965年9月1日       | 小山1〜7（全）、西大崎3 |      |
| 小山台一丁目   | こやまだい     | 1965年9月1日       | 小山台1〜2（全）、西大崎4 |      |
| 小山台二丁目   | こやまだい     | 1965年9月1日       | 小山台1〜2（全）、西大崎4 |      |
| 戸越一丁目     | とごし         | 1965年9月1日       | 東戸越1〜5（全）、西戸越1・2、東中延1〜3、西品川3                                                                             |      |
| 戸越二丁目     | とごし         | 1965年9月1日       | 東戸越1〜5（全）、西戸越1・2、東中延1〜3、西品川3                                                                             |      |
| 戸越三丁目     | とごし         | 1965年9月1日       | 東戸越1〜5（全）、西戸越1・2、東中延1〜3、西品川3                                                                             |      |
| 戸越四丁目     | とごし         | 1965年9月1日       | 東戸越1〜5（全）、西戸越1・2、東中延1〜3、西品川3                                                                             |      |
| 戸越五丁目     | とごし         | 1965年9月1日       | 東戸越1〜5（全）、西戸越1・2、東中延1〜3、西品川3                                                                             |      |
| 戸越六丁目     | とごし         | 1965年9月1日       | 東戸越1〜5（全）、西戸越1・2、東中延1〜3、西品川3                                                                             |      |
| 中延一丁目     | なかのぶ       | 1965年9月1日       | 中延1〜5（全）、東中延2〜4 |      |
| 中延二丁目     | なかのぶ       | 1965年9月1日       | 中延1〜5（全）、東中延2〜4 |      |
| 中延三丁目     | なかのぶ       | 1965年9月1日       | 中延1〜5（全）、東中延2〜4 |      |
| 中延四丁目     | なかのぶ       | 1965年9月1日       | 中延1〜5（全）、東中延2〜4 |      |
| 中延五丁目     | なかのぶ       | 1965年9月1日       | 中延1〜5（全）、東中延2〜4 |      |
| 中延六丁目     | なかのぶ       | 1965年9月1日       | 中延1〜5（全）、東中延2〜4 |      |
| 西大井一丁目   | にしおおい     | 1964年9月15日      | 大井森前町、大井原町、大井金子町（以上全）、大井伊藤町、大井出石町、二葉町6、東中延4                                          |      |
| 西大井二丁目   | にしおおい     | 1964年9月15日      | 大井森前町、大井原町、大井金子町（以上全）、大井伊藤町、大井出石町、二葉町6、東中延4                                          |      |
| 西大井三丁目   | にしおおい     | 1964年9月15日      | 大井森前町、大井原町、大井金子町（以上全）、大井伊藤町、大井出石町、二葉町6、東中延4                                          |      |
| 西大井四丁目   | にしおおい     | 1964年9月15日      | 大井森前町、大井原町、大井金子町（以上全）、大井伊藤町、大井出石町、二葉町6、東中延4                                          |      |
| 西大井五丁目   | にしおおい     | 1964年9月15日      | 大井森前町、大井原町、大井金子町（以上全）、大井伊藤町、大井出石町、二葉町6、東中延4                                          |      |
| 西大井六丁目   | にしおおい     | 1964年9月15日      | 大井森前町、大井原町、大井金子町（以上全）、大井伊藤町、大井出石町、二葉町6、東中延4                                          |      |
| 西五反田一丁目 | にしごたんだ   | 1966年9月16日      | 五反田2・4（全）、大崎本町1〜3（全）、西大崎1〜4、上大崎4、五反田1・3、西大崎1、東大崎4                                       |      |
| 西五反田二丁目 | にしごたんだ   | 1966年9月16日      | 五反田2・4（全）、大崎本町1〜3（全）、西大崎1〜4、上大崎4、五反田1・3、西大崎1、東大崎4                                       |      |
| 西五反田三丁目 | にしごたんだ   | 1966年9月16日      | 五反田2・4（全）、大崎本町1〜3（全）、西大崎1〜4、上大崎4、五反田1・3、西大崎1、東大崎4                                       |      |
| 西五反田四丁目 | にしごたんだ   | 1967年2月1日       | 五反田2・4（全）、大崎本町1〜3（全）、西大崎1〜4、上大崎4、五反田1・3、西大崎1、東大崎4                                       |      |
| 西五反田五丁目 | にしごたんだ   | 1967年2月1日       | 五反田2・4（全）、大崎本町1〜3（全）、西大崎1〜4、上大崎4、五反田1・3、西大崎1、東大崎4                                       |      |
| 西五反田六丁目 | にしごたんだ   | 1967年2月1日       | 五反田2・4（全）、大崎本町1〜3（全）、西大崎1〜4、上大崎4、五反田1・3、西大崎1、東大崎4                                       |      |
| 西五反田七丁目 | にしごたんだ   | 1967年2月1日       | 五反田2・4（全）、大崎本町1〜3（全）、西大崎1〜4、上大崎4、五反田1・3、西大崎1、東大崎4                                       |      |
| 西五反田八丁目 | にしごたんだ   | 1967年2月1日       | 五反田2・4（全）、大崎本町1〜3（全）、西大崎1〜4、上大崎4、五反田1・3、西大崎1、東大崎4                                       |      |
| 西品川一丁目   | にししながわ   | 1964年9月15日      | 西品川5（全）、西品川1〜4、南品川6、豊町1・2                                                                                  |      |
| 西品川二丁目   | にししながわ   | 1967年2月1日       | 西品川5（全）、西品川1〜4、南品川6、豊町1・2                                                                                  |      |
| 西品川三丁目   | にししながわ   | 1967年2月1日       | 西品川5（全）、西品川1〜4、南品川6、豊町1・2                                                                                  |      |
| 西中延一丁目   | にしなかのぶ   | 1965年9月1日       | 西中延1・2（全）、平塚4〜6 |      |
| 西中延二丁目   | にしなかのぶ   | 1965年9月1日       | 西中延1・2（全）、平塚4〜6 |      |
| 西中延三丁目   | にしなかのぶ   | 1965年9月1日       | 西中延1・2（全）、平塚4〜6 |      |
| 旗の台一丁目   | はたのだい     | 1965年9月1日       | 西中延3〜5（全）、小山8（全）、平塚6（全）、平塚7・8                                                                          |      |
| 旗の台二丁目   | はたのだい     | 1965年9月1日       | 西中延3〜5（全）、小山8（全）、平塚6（全）、平塚7・8                                                                          |      |
| 旗の台三丁目   | はたのだい     | 1965年9月1日       | 西中延3〜5（全）、小山8（全）、平塚6（全）、平塚7・8                                                                          |      |
| 旗の台四丁目   | はたのだい     | 1965年9月1日       | 西中延3〜5（全）、小山8（全）、平塚6（全）、平塚7・8                                                                          |      |
| 旗の台五丁目   | はたのだい     | 1965年9月1日       | 西中延3〜5（全）、小山8（全）、平塚6（全）、平塚7・8                                                                          |      |
| 旗の台六丁目   | はたのだい     | 1965年9月1日       | 西中延3〜5（全）、小山8（全）、平塚6（全）、平塚7・8                                                                          |      |
| 東大井一丁目   | ひがしおおい   | 1964年1月1日       | 大井鮫洲町、大井林町、大井元芝町、大井北浜川町、大井関ヶ原町、大井立会町（以上全）                                            |      |
| 東大井二丁目   | ひがしおおい   | 1964年1月1日       | 大井鮫洲町、大井林町、大井元芝町、大井北浜川町、大井関ヶ原町、大井立会町（以上全）                                            |      |
| 東大井三丁目   | ひがしおおい   | 1964年1月1日       | 大井鮫洲町、大井林町、大井元芝町、大井北浜川町、大井関ヶ原町、大井立会町（以上全）                                            |      |
| 東大井四丁目   | ひがしおおい   | 1964年1月1日       | 大井鮫洲町、大井林町、大井元芝町、大井北浜川町、大井関ヶ原町、大井立会町（以上全）                                            |      |
| 東大井五丁目   | ひがしおおい   | 1964年1月1日       | 大井鮫洲町、大井林町、大井元芝町、大井北浜川町、大井関ヶ原町、大井立会町（以上全）                                            |      |
| 東大井六丁目   | ひがしおおい   | 1964年1月1日       | 大井鮫洲町、大井林町、大井元芝町、大井北浜川町、大井関ヶ原町、大井立会町（以上全）                                            |      |
| 東五反田一丁目 | ひがしごたんだ | 1966年9月16日      | 五反田5〜6（全）、下大崎1（全）、五反田1・3、下大崎2、上大崎中丸、北品川5                                                     |      |
| 東五反田二丁目 | ひがしごたんだ | 1966年9月16日      | 五反田5〜6（全）、下大崎1（全）、五反田1・3、下大崎2、上大崎中丸、北品川5                                                     |      |
| 東五反田三丁目 | ひがしごたんだ | 1966年9月16日      | 五反田5〜6（全）、下大崎1（全）、五反田1・3、下大崎2、上大崎中丸、北品川5                                                     |      |
| 東五反田四丁目 | ひがしごたんだ | 1967年2月1日       | 五反田5〜6（全）、下大崎1（全）、五反田1・3、下大崎2、上大崎中丸、北品川5                                                     |      |
| 東五反田五丁目 | ひがしごたんだ | 1966年9月16日      | 五反田5〜6（全）、下大崎1（全）、五反田1・3、下大崎2、上大崎中丸、北品川5                                                     |      |
| 東品川一丁目   | ひがししながわ | 1967年2月1日       | 東品川1〜4（全）、天王洲町（全）、東品川5                                                                                     |      |
| 東品川二丁目   | ひがししながわ | 1967年2月1日       | 東品川1〜4（全）、天王洲町（全）、東品川5                                                                                     |      |
| 東品川三丁目   | ひがししながわ | 1967年2月1日       | 東品川1〜4（全）、天王洲町（全）、東品川5                                                                                     |      |
| 東品川四丁目   | ひがししながわ | 1967年2月1日       | 東品川1〜4（全）、天王洲町（全）、東品川5                                                                                     |      |
| 東品川五丁目   | ひがししながわ | 1967年8月1日       | 東品川1〜4（全）、天王洲町（全）、東品川5                                                                                     |      |
| 東中延一丁目   | ひがしなかのぶ | 1965年9月1日       | 東中延1〜3 |      |
| 東中延二丁目   | ひがしなかのぶ | 1965年9月1日       | 東中延1〜3 |      |
| 東八潮         | ひがしやしお   | 1983年2月1日       | 埋立地 |      |
| 平塚一丁目     | ひらつか       | 1965年9月1日       | 平塚1〜3、西戸越1・2、西大崎1                                                                                                 |      |
| 平塚二丁目     | ひらつか       | 1965年9月1日       | 平塚1〜3、西戸越1・2、西大崎1                                                                                                 |      |
| 平塚三丁目     | ひらつか       | 1965年9月1日       | 平塚1〜3、西戸越1・2、西大崎1                                                                                                 |      |
| 広町一丁目     | ひろまち       | 1964年9月15日      | 西品川1・2、南品川6、大井権現町                                                                                               |      |
| 広町二丁目     | ひろまち       | 1964年9月15日      | 西品川1・2、南品川6、大井権現町                                                                                               |      |
| 二葉一丁目     | ふたば         | 1964年9月15日      | 二葉2〜5（全）、大井森下町、大井伊藤町、東中延4、二葉1・6                                                                     |      |
| 二葉二丁目     | ふたば         | 1964年9月15日      | 二葉2〜5（全）、大井森下町、大井伊藤町、東中延4、二葉1・6                                                                     |      |
| 二葉三丁目     | ふたば         | 1964年9月15日      | 二葉2〜5（全）、大井森下町、大井伊藤町、東中延4、二葉1・6                                                                     |      |
| 二葉四丁目     | ふたば         | 1964年9月15日      | 二葉2〜5（全）、大井森下町、大井伊藤町、東中延4、二葉1・6                                                                     |      |
| 南大井一丁目   | みなみおおい   | 1964年1月1日       | 大井寺下町、大井坂下町、大井南浜川町、大井鈴ヶ森町、大井海岸町、大井水神町、大井関ヶ原町（以上全）                            |      |
| 南大井二丁目   | みなみおおい   | 1964年1月1日       | 大井寺下町、大井坂下町、大井南浜川町、大井鈴ヶ森町、大井海岸町、大井水神町、大井関ヶ原町（以上全）                            |      |
| 南大井三丁目   | みなみおおい   | 1964年1月1日       | 大井寺下町、大井坂下町、大井南浜川町、大井鈴ヶ森町、大井海岸町、大井水神町、大井関ヶ原町（以上全）                            |      |
| 南大井四丁目   | みなみおおい   | 1964年1月1日       | 大井寺下町、大井坂下町、大井南浜川町、大井鈴ヶ森町、大井海岸町、大井水神町、大井関ヶ原町（以上全）                            |      |
| 南大井五丁目   | みなみおおい   | 1964年1月1日       | 大井寺下町、大井坂下町、大井南浜川町、大井鈴ヶ森町、大井海岸町、大井水神町、大井関ヶ原町（以上全）                            |      |
| 南大井六丁目   | みなみおおい   | 1964年1月1日       | 大井寺下町、大井坂下町、大井南浜川町、大井鈴ヶ森町、大井海岸町、大井水神町、大井関ヶ原町（以上全）                            |      |
| 南品川一丁目   | みなみしながわ | 1967年2月1日       | 南品川2・3・5（全）、南品川1・4・6、北品川3、東品川5                                                                          |      |
| 南品川二丁目   | みなみしながわ | 1967年2月1日       | 南品川2・3・5（全）、南品川1・4・6、北品川3、東品川5                                                                          |      |
| 南品川三丁目   | みなみしながわ | 1967年2月1日       | 南品川2・3・5（全）、南品川1・4・6、北品川3、東品川5                                                                          |      |
| 南品川四丁目   | みなみしながわ | 1967年2月1日       | 南品川2・3・5（全）、南品川1・4・6、北品川3、東品川5                                                                          |      |
| 南品川五丁目   | みなみしながわ | 1967年2月1日       | 南品川2・3・5（全）、南品川1・4・6、北品川3、東品川5                                                                          |      |
| 南品川六丁目   | みなみしながわ | 1967年2月1日       | 南品川2・3・5（全）、南品川1・4・6、北品川3、東品川5                                                                          |      |
| 八潮一丁目     | やしお         | 1980年2月1日       | 埋立地 |      |
| 八潮二丁目     | やしお         | 1980年2月1日       | 埋立地 |      |
| 八潮三丁目     | やしお         | 1980年2月1日       | 埋立地 |      |
| 八潮四丁目     | やしお         | 1980年2月1日       | 埋立地 |      |
| 八潮五丁目     | やしお         | 1980年2月1日       | 埋立地 |      |
| 豊町一丁目     | ゆたかちょう   | 1964年9月15日      | 豊町3〜6（全）、豊町1・2、西品川4、東中延3                                                                                    |      |
| 豊町二丁目     | ゆたかちょう   | 1964年9月15日      | 豊町3〜6（全）、豊町1・2、西品川4、東中延3                                                                                    |      |
| 豊町三丁目     | ゆたかちょう   | 1964年9月15日      | 豊町3〜6（全）、豊町1・2、西品川4、東中延3                                                                                    |      |
| 豊町四丁目     | ゆたかちょう   | 1964年9月15日      | 豊町3〜6（全）、豊町1・2、西品川4、東中延3                                                                                    |      |
| 豊町五丁目     | ゆたかちょう   | 1964年9月15日      | 豊町3〜6（全）、豊町1・2、西品川4、東中延3                                                                                    |      |
| 豊町六丁目     | ゆたかちょう   | 1964年9月15日      | 豊町3〜6（全）、豊町1・2、西品川4、東中延3                                                                                    |      |